# Thomas Rausch (Fußballspieler)
Thomas Ferdinand Rausch (* 13. März 2000 in Kollbach) ist ein deutscher Fußballspieler.

## Karriere
Nach seinen Anfängen in der Jugend der JFG TaF Glonntal wechselte er im Sommer 2013 in die Jugendabteilung des FC Bayern München. Für seinen Verein bestritt er 25 Spiele in der B-Junioren-Bundesliga, 26 Spiele in der A-Junioren-Bundesliga und vier Spiele in der Saison 2017/18 in der UEFA Youth League. In der Saison 2016/2017 wurde er mit München B-Junioren Meister. Er setzte sich mit seiner Mannschaft im Finale am 18. Juli 2017 mit 2:0 gegen Werder Bremen durch. Im Sommer 2019 wurde er in den Kader der zweiten Mannschaft aufgenommen, die gerade in die 3. Liga aufgestiegen war. Ohne einen Einsatz wechselte er im Winter 2020 in die Regionalliga Bayern zur zweiten Mannschaft des FC Augsburg. Nach einer Saison ohne Einsatz erfolgte im Sommer 2021 sein Wechsel in die Bayernliga zur zweiten Mannschaft des FC Ingolstadt 04. Nach 29 Einsätzen in der Spielzeit kam er am letzten Spieltag der 2. Bundesliga-Saison 2021/22 auch zu seinem ersten Einsatz im Profibereich, als er bei der 2:3-Auswärtsniederlage gegen Hannover 96 in der 69. Spielminute für Andreas Poulsen eingewechselt wurde.

## Erfolge
FC Bayern München
- Meister in der B-Junioren-Bundesliga: 2017